# Chiariva
Chiariva è stata la prima agenzia viaggi nata in Italia.

## Storia

### Primi anni
L'azienda nasce dall'idea di Massimiliano Chiari che nel 1878 fondò l'omonima "Agenzia Chiari", con sede in via Dante Alighieri a Milano. La sua è la prima agenzia viaggi nata in Italia subito dopo a Thomas Cook in Inghilterra e Bennet in Scandinavia. Con lui gli agenti di viaggio sono tre in tutto il mondo.
Dal 1878 al 1900 Chiari organizza più di 500 viaggi in Europa, nelle Americhe, nelle Indie, in Russia e 7 giri del mondo.
Pubblica anche uno dei primi "House Organ" del mondo il "Giornale Chiari", che distribuisce gratuitamente , con i programmi dei suoi viaggi. Nel numero 403 del bollettino propone il "Giro dello Stivale d'Italia", solo pochi anni dopo l'avvenuta Unità.

### Il novecento
Nel 1906 un facoltoso cliente dell'agenzia, Giuseppe Sommariva, entra in società con il fondatore e nasce così la "Chiari e Sommariva", con indirizzo telegrafico CHIARIVA, neologismo sincratico mutuato dall'indirizzo telegrafico aziendale e destinato a diventare poi il suo marchio.
L'ufficio di Roma, allora solo una rappresentanza, viene aperto in piazza Venezia. È l'anno dell'Esposizione internazionale di Milano. Sommariva, memore di quella universale di Parigi del 1900, apre subito a Milano il suo albergo, l'Hotel Royal in Piazza Cordusio e, folgorato dalla conoscenza fatta a Parigi con i fratelli Lumière, apre anche un cinema.

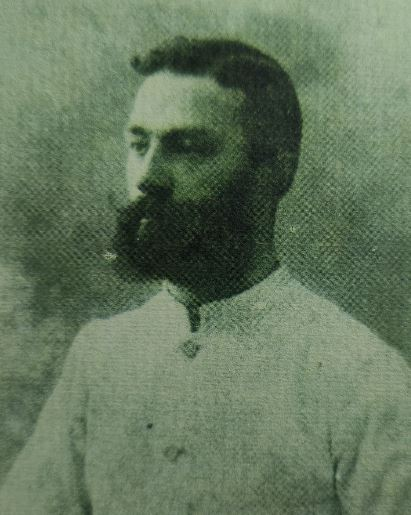
Giuseppe Sommariva in un'immagine del 1900, fu il co-fondatore di Chiariva

Nel 1907 la Chiari e Sommariva organizza, sempre per la prima volta, la prima serie continua e stagionale di "Crociere nel Mediterraneo".
Nel 1908 vengono aperti il "palace Hotel" e il "Grande Albergo" a Varese.

Nel 1917 le Ferrovie dello Stato concedono alla Chiariva la prima biglietteria ferroviaria e subito viene aperto un nuovo ufficio in Galleria Vittorio Emanuele II e un'altra in via Broletto, sempre a Milano.

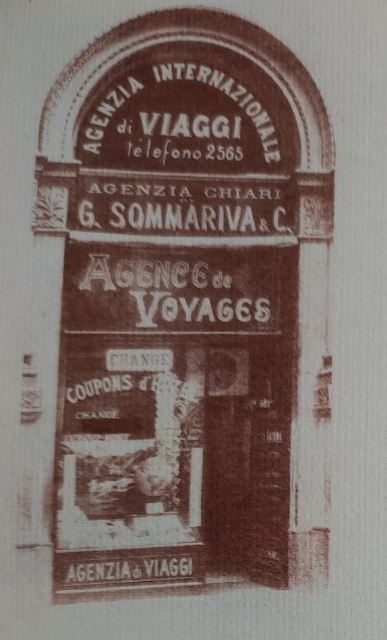
Chiariva agli inizi del '900

Nel 1918, alla fine della prima guerra mondiale, papa Benedetto XV, in riconoscimento delle benemerenze della Chiariva, le concede "motu proprio" la prerogativa di fregiarsi delle insegne pontificie.
Giuseppe Sommariva, ancora alla ricerca di nuove iniziative, inventa il "fono-giornale". Costituisce una società dedicata e attrezza la centrale in via Ugo Foscolo a Milano. A mezzo di 13 chilometri di linee aeree porta agli abbonati al telefono una specie di giornale radio "ante litteram", concerti in diretta e conferenze.
In quell'anno fonda in Italia l'Associazione Nazionale delle Agenzie di Viaggio (ANAV) e a Parigi la Fédération Internationale des Agences de Voyages (FIAV); diviene di entrambe il presidente.
Nel 1922 viene effettuato un viaggio in Cecoslovacchia con oltre 400 persone, per conto della "Dante Alighieri", in visita omaggio alle prigioni dello Spielberg. Giuseppe Sommariva organizza un pellegrinaggio a Caprera, in omaggio a Garibaldi per dimostrare di non essere legato ad alcuna corrente di comodo o confessionale. L'agenzia apre una sede anche a Montecatini.
Nel 1923 Chiariva apre a Madrid e Barcellona che si aggiungono alle quattro agenzie di Milano, Roma, Genova e Montecatini.
Gli anni venti per la Chiariva sono anche gli anni delle lotte con l'ENIT, l'Ente Nazionale Italiano per il Turismo, che da ente statale si trasforma in un concorrente vero e proprio, e dell'apertura della sede di Napoli.

### Il primo passaggio di proprietà
Nel 1931, imprenditore di successo e capo di una delle più importanti famiglie industriali tedesche originaria di Amburgo, rileva la Chiariva. La famiglia era attiva nel settore dell'industria alimentare, nel commercio e distribuzione del tabacco e del settore immobiliare.

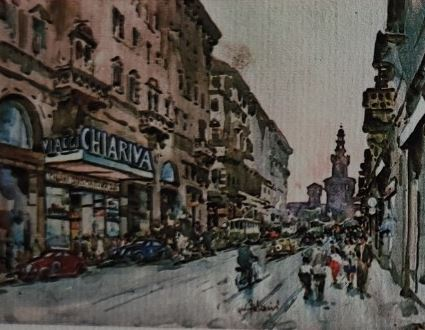
La sede storica della Chiariva in via Dante in un quadro del Falzoni

La Chiariva è agente mondiale della compagnia di crociere Costa, fornitrice ufficiale dell'Ente Fiera di Milano e delle più grandi aziende italiane; si espande anche nel settore delle vacanze studio per adulti e ragazzi con i marchi Viva e L'astrolabio.

### L'acquisto da parte di Parmalat e il fallimento del gruppo
Nel 1998 la Chiariva viene acquisita dalla HIT (Holding Italiana Turismo) con l'intento di formare un grande gruppo nel settore turistico, da parte di Parmalat, già proprietaria del tour operator Parmatour. Dopo poco, il gruppo guidato dall'imprenditore parmense Calisto Tanzi entra in profonda crisi e fallisce nel 2003.
All'epoca la Chiariva poteva contare sulle sedi di Milano, Firenze e Roma che, gestite da un centinaio di dipendenti, fornivano un fatturato annuo di circa 110 miliardi di lire.
In seguito al crac Parmalat il marchio è stato rilevato da Vivamondo srl che l'ha gestito per poco tempo, fino a gennaio 2016, quando cessa l'attività.